# August Karl Bock
August Karl Bock (25. marts 1782 – 30. januar 1833) var en tysk anatom, far til Carl Ernst Bock.
Bock var fra 1814 til sin død prosektor i anatomi i Leipzig. Han gjorde sig navnlig bekendt som lærer og ved sin færdighed i at lave anatomiske præparater. Han har udgivet talrige skrifter udelukkende af anatomisk indhold.